# Raión de Stanitsa Luganska
Raión de Stanitsa Luganska (en ucraniano: Станично-Луганський район) es un antiguo raión o distrito de Ucrania en el óblast de Lugansk. 
Comprende una superficie de 1900 km².
La capital fue la ciudad de Stanitsa Luganska.

## Demografía
Según estimación 2020 contaba con una población total de 46 672 habitantes.

## Otros datos
El código KOATUU es 4424800000. El código postal 93600 y el prefijo telefónico +380 6472.